# Josep Pascual Tirado
Josep Pascual Tirado (Castelló de la Plana, 1884 - 1937) va ser un escriptor valencià.
Després d'estudiar batxillerat va passar a ocupar-se del patrimoni agrícola de la seua família. Després d'unes primeres incursions literàries —avui dia perdudes— i de certs titubejos entre el castellà, llengua en la qual va publicar alguna obra menor, i el català, a partir de l'any 1920 comença la publicació de les seues narracions breus al butlletí de la Societat Castellonenca de Cultura, tasca que ompliria tota una dècada de treball. Aquestes narracions van ser recollides en dos volums Tombatossals i De la meua garbera. Contalles de Castelló de la Plana.
Tombatossals, la seua millor obra, és considerada com l'obra valenciana narrativa més arrodonida de les quatre dècades de la primeria del segle xx. Segons el mateix autor va ser gràcies als clàssics valencians que trobà la inspiració per a escriure-la:
| « | ...d'eixes lectures, d'eixe Tirant lo Blanc i de la crònica de Muntaner, llegits i rellegits baix les garroferes del meu Mas de la Madalena, va començar a brollar en la pensa meua, romàntica i bullidora, lo meu fill estimadíssim — del qual estic molt pagat —, honor i glòria meua, el famós cavaller i símbol nostre, el gran Tombatossals | » |

Incorporada al cabal col·lectiu de la cultura popular i tradicional, el seu caràcter mitològic la situa en un lloc molt especial dins el panorama de la literatura catalana, puix que, provant de justificar míticament el poble de Castelló de la Plana, es transcendeix si mateixa, carregada d'una capacitat simbòlica inesgotable.
Així doncs, les aventures del gegant Tombatossals en la cort del rei Barbut i en la conquesta de les illes Columbretes esdevenen, alhora, mite, símbol, signe i miratge. Altres personatges inventats per l'autor també viuen en la memòria col·lectiva, com ara l'Arrancapins i el Bufanúvols, tots dos, junts amb el Tombatossals, immortalitzats en forma d'escultures creades per Melchor Zapata i situades a Castelló de la Plana. Bufanúvols també és, entre altres coses, el nom d'una colla-associació cultural a Castelló, d'un grup de música tradicional de Castellar del Vallès i d'un torneig de golf al País Valencià, a part d'un terme popular significant "persona presumida".
La compositora Matilde Salvador va compondre l'any 1943 l'òpera La filla del rei Barbut, amb llibret de Manuel Segarra Ribés, basada en Tombatossals.

## Publicacions
- Fruita de Repom (1921)
- Tombatossals (1930), traduït al francès com Cassecoteaux.
- De la meua Garbera (1935)